# Konzert für Oboe und Orchester C-Dur KV 314
Das Konzert für Oboe und Orchester C-Dur KV 314 wurde wahrscheinlich um das Jahr 1777 von Wolfgang Amadeus Mozart für den Oboisten Giuseppe Ferlendis geschrieben und 1778 vom Komponisten zu einem Konzert für Flöte und Orchester D-Dur umgearbeitet. Das Werk zählt zu den bedeutendsten Konzerten für Oboe und wird auch bei Probespielen als Standardwerk verlangt. Die Spieldauer beträgt circa 23 Minuten.

## Musikalische Gestalt
Gesamtform:
1. Allegro aperto, C-Dur, 4/4-Takt
2. Adagio non troppo, F-Dur, 3/4-Takt
3. Rondo: Allegretto, C-Dur, 2/4-Takt

Die Orchestrierung ist leicht und transparent, wodurch der Solist hervorgehoben wird und die rhythmischen Figuren stärker zum Ausdruck kommen, besonders wenn das Orchester zum ersten Eintreten des Solisten einleitet. Der zweite Satz ist von sehr elegischem Charakter, in dem die Oboe ihren weichen, melodiösen Ton sehr gut ausnutzen kann. Mozart bewegt sich bei dem zweiten Satz des Konzerts im Tone einer hochwertigen Arie der Opera-Seria-Manier. Der überschwängliche dritte Satz, das Rondo, das stellenweise an Haydn erinnert, steht im Alla-breve-Takt, mit einem springenden und zackigen Thema, das deutliche Verwandtschaft zur Arie der Blonde „Welche Wonne, welche Lust“ aus Mozarts Die Entführung aus dem Serail (KV 384) aufweist. Mozart ließ sich zur Komposition ebendieser Arie vom Vater das Material des Oboenkonzerts zuschicken. Besonders erwähnenswert ist der zentrale Teil des Satzes, in dem ein Thema, das auf einem Einwurfmotiv basiert, in einen dreistimmigen Kontrapunkt verarbeitet wird, einer von Mozarts brillantesten Einfällen.
Besetzung
Oboe solo / 2 Oboen, 2 Hörner (in C und F) und Streichorchester.

## Bearbeitung als Flötenkonzert Nr. 2 in D-Dur
Beim unter derselben Werknummer bekannten Konzert für Flöte und Orchester Nr. 2 in D-Dur handelt es sich um eine Bearbeitung des Oboenkonzerts in C-Dur. Im Auftrag des holländischen Flötenliebhabers, Ferdinand Dejean sollte Mozart in den späten 1770er-Jahren vier Quartette für Flöte, Violine, Bratsche und Violoncello sowie drei Flötenkonzerte komponieren, wovon er allerdings nur drei Quartette sowie ein neues Konzert, nämlich das Flötenkonzert Nr. 1 G-Dur KV 313, verfasste. Da Mozart die Flöte nicht sonderlich am Herzen lag, wie er u. a. seinem Vater gegenüber in einem Brief offenbarte, und er während seiner Reise nach Mannheim und Paris arg in Zeitnot geriet, arbeitete er kurzerhand sein Oboenkonzert zum Flötenkonzert Nr. 2 um. Dabei transponierte er das Konzert von C-Dur nach D-Dur und nahm einige kleinere Änderungen im Solopart vor, um es dem Charakter und den spieltechnischen Möglichkeiten der Flöte anzupassen. Dejean bezahlte Mozart daraufhin nur einen Teil des ursprünglich vereinbarten Honorars für die Arbeiten, da das zweite Konzert eben auf dem bereits existierenden Oboenkonzert basierte.

## Anmerkung
Alfred Einstein vermutete in seinem 1945 erschienenen Buch Mozart: sein Charakter, sein Werk wegen Referenzen in Mozart-Briefen zu einem existierenden Oboenkonzert und Hinweisen in der Orchestrierung des zweiten Flötenkonzerts, dass das Flötenkonzert Nr. 2 nur eine Adaption des Oboenkonzertes sei, das zu dieser Zeit noch als verschollen galt. Bernhard Paumgartner publizierte erst 1950, dass er bereits 1920 am Mozarteum Salzburg den Stimmensatz des Oboenkonzertes KV 314 gefunden hatte, was endgültig zu der Gewissheit führte, dass man es eigentlich mit einem Oboenkonzert zu tun hat. Dieses Werk bzw. seine Abschrift konnte nur deshalb in Salzburg aufgefunden werden, weil der Eigentümer der Originalhandschrift, der Wiener Oboist Ernest Krähmer, im Jahr 1834 im Beisein von Mozarts Witwe Constanze dort während seiner Europa-Tournee ein Konzert gab und die folglich vom Besitztum Ernest Krähmers gewusst haben muss.
Diese neue Spur zu einer möglichen Wiederauffindung des Originalmanuskripts fand die Augsburger Musikwissenschaftlerin Susanne Wosnitzka im Spätsommer 2019 durch Zufall in einer historischen Augsburger Tageszeitung des Jahres 1834. So konnte sie ausfindig machen, dass die Originalhandschrift – zusammen mit dem verschollenen Originalmanuskript von Ludwig van Beethovens Oboenkonzert und einer Ouvertüre einer noch unbekannten Oper von Joseph Haydn – „handschriftliches Eigenthum“ des Wiener Oboisten Ernest Krähmer war, der damit zusammen mit seiner Frau, der Solo-Klarinettistin Caroline Krähmer geb. Schleicher (1794–1873), auf Tournee durch Österreich, Deutschland und in die Schweiz ging.
Krähmer hatte einen Oboen-Schüler in Augsburg, Kaspar Reichardt (?–1857), der Erster Oboist im Augsburger Stadttheater war und sich während des Konzert-Aufenthalts der Krähmers in Augsburg möglicherweise Abschriften beider Oboenwerke angefertigt haben könnte. Solche könnten auch an weiteren Orten existieren, in denen die Krähmers damals auftraten und diese verschollenen Werke spielten. Im Nachlass Caroline Krähmers konnte die Krähmer-Expertin Nicola Buckenmaier die lange gesuchten Hand- oder Abschriften allerdings nicht ausfindig machen, wodurch dieser Fall vorerst weiterhin ein ungelöstes Rätsel der Musikwissenschaft bleibt. Dennoch wird dieser Fund von der Forschungsstelle im Beethoven-Haus Bonn als „bedeutender Meilenstein in der Beethoven- und Mozartforschung“ hin zu einer Auffindung bewertet.